# Carol Dweck
Carol Susan Dweck (nascida em 17 de outubro de 1946) é uma psicóloga americana. Ela é titular da Cátedra Lewis e Virginia Eaton de Psicologia na Universidade de Stanford . Dweck é conhecida por seu trabalho sobre motivação e mentalidade . Ela fez parte do corpo docente da Universidade de Illinois, Harvard e Columbia antes de ingressar no corpo docente da Universidade de Stanford em 2004. Ela foi nomeada membro James McKeen Cattell da Association for Psychological Science (APS) em 2013, mentora do prêmio APS em 2019 e membro William James da APS em 2020, e é membro da National Academy of Sciences desde 2012.

## Infância e Educação
Dweck nasceu em Nova York . Seu pai trabalhava no ramo de exportação e importação e sua mãe em publicidade . Ela era a única filha e irmã do meio de três filhos. 
Na sua turma do sexto ano na escola primária PS 153 em Brooklyn, Nova Iorque, os alunos sentavam-se por ordem de QI ; algumas responsabilidades como apagar o quadro negro e transportar a bandeira eram reservadas aos alunos com os QI mais elevados.   Mais tarde, ela descreveu que estava "cada vez mais com medo de arriscar sua reputação como uma das crianças mais inteligentes da classe", evitando participar de um concurso de soletração e de uma competição de francês. 
Ela se formou no Barnard College em 1967,  e obteve um Ph.D. em psicologia pela Universidade de Yale em 1972.  

## Carreira e Pesquisa
Após obter seu doutorado, Dweck se juntou ao corpo docente da Universidade de Illinois, chegando eventualmente ao posto de professora associada . Em 1981, ela se tornou professora no Laboratório de Desenvolvimento Humano de Harvard e retornou à Universidade de Illinois em 1985.  Em 1989, ela se juntou ao corpo docente da Universidade de Columbia e, em 2004, tornou-se professora de psicologia Lewis e Virginia Eaton na Universidade de Stanford .  
A pesquisa de Dweck se concentra na mentalidade e na motivação.  

### Trabalho sobre Mentalidade
A principal contribuição de Dweck para a psicologia social está relacionada ao conceito de teorias implícitas de inteligência e personalidade, que ela introduziu pela primeira vez em um artigo de 1988.   Na literatura acadêmica, o termo "teorias implícitas" é frequentemente tratado como sinônimo de "crenças implícitas", "teorias do eu" ou "mentalidades", e é definido por Dweck como "suposições fundamentais sobre a maleabilidade de atributos pessoais". Dweck mais tarde popularizou o conceito em seu livro não acadêmico de 2006 , Mindset: The New Psychology of Success. 
De acordo com Dweck, os indivíduos podem ser colocados em um continuum de acordo com suas visões implícitas de onde vem a habilidade; aqueles que acreditam que seu sucesso é baseado em habilidade inata são considerados como tendo uma teoria "fixa" de inteligência (mentalidade fixa), e aqueles que acreditam que seu sucesso é baseado em trabalho duro, aprendizado, treinamento e persistência são considerados como tendo uma teoria de inteligência de "crescimento" ou "incremental" ( mentalidade de crescimento ). </link> Em 2012, Dweck definiu mentalidades fixas e de crescimento, em entrevista, desta forma: [ precisa de atualização ]</link></link>

Em uma mentalidade fixa, os estudantes acreditam que suas habilidades básicas, inteligência e talentos são apenas traços fixos. Eles assumem que possuem uma quantidade limitada dessas características, e com isso seu objetivo passa a ser parecer inteligentes o tempo todo, evitando qualquer situação que possa fazê-los parecer menos capazes. Por outro lado, em uma mentalidade de crescimento, os estudantes compreendem que seus talentos e habilidades podem ser desenvolvidos por meio de esforço, bom ensino e persistência. Eles não acreditam necessariamente que todos são iguais ou que qualquer pessoa pode se tornar um Einstein, mas entendem que todos podem se tornar mais inteligentes com dedicação e trabalho.
De acordo com Dweck, os indivíduos podem não necessariamente estar cientes de sua própria mentalidade, mas, segundo Dweck, sua mentalidade ainda pode ser discernida com base em seu comportamento, sendo especialmente evidente em sua reação ao fracasso. Dweck descreveu indivíduos de mentalidade fixa como temendo o fracasso porque é uma afirmação negativa sobre suas habilidades básicas, enquanto indivíduos de mentalidade de crescimento não se importam ou temem tanto o fracasso porque percebem que seu desempenho pode ser melhorado e que o aprendizado vem do fracasso.  Segundo Dweck, essas duas mentalidades desempenham um papel importante em todos os aspectos da vida de uma pessoa; ela argumenta que a mentalidade de crescimento permite que uma pessoa viva uma vida menos estressante e mais bem-sucedida. 
Como explicado por Dweck, uma mentalidade de crescimento não se trata apenas de esforço. Dweck escreveu que um mal-entendido comum é que a mentalidade de crescimento é "apenas uma questão de esforço". Ela afirma: "A mentalidade de crescimento foi concebida para ajudar a fechar as lacunas de desempenho, não escondê-las. Trata-se de dizer a verdade sobre o desempenho atual de um aluno e, então, juntos, fazer algo a respeito, ajudando-o a se tornar mais inteligente." 
Dweck alerta sobre os perigos de elogiar a inteligência, pois isso coloca as crianças em uma mentalidade fixa, e elas não vão querer ser desafiadas porque não vão querer parecer estúpidas ou cometer um erro. Ela observa: "Elogiar a inteligência das crianças prejudica a motivação e o desempenho."  Ela aconselha: "Se os pais querem dar um presente aos filhos, a melhor coisa que podem fazer é ensiná-los a amar desafios, a se intrigar com os erros, a gostar do esforço e a continuar aprendendo. Dessa forma, seus filhos não precisam ser escravos dos elogios. Eles terão uma maneira ao longo da vida de construir e reparar sua própria confiança." 

### Trabalhos recentes
Em 2017, ela declarou: "Estou agora desenvolvendo uma ampla teoria que coloca a motivação e a formação de mentalidades (ou crenças) no centro do desenvolvimento social e da personalidade".  Mais tarde naquele ano, ela publicou a teoria em um artigo intitulado "Das necessidades às metas e representações: fundamentos para uma teoria unificada de motivação, personalidade e desenvolvimento". 

### Crítica
As descobertas de Dweck foram relatadas em periódicos como Psychological Science e Nature, com equipes de pesquisa lideradas por Dweck.  
Alguns críticos disseram que a pesquisa de Dweck pode ser difícil de replicar; por exemplo, um artigo de opinião de 2017 de Toby Young, editor associado do The Spectator, afirma que:

Timothy Bates, professor de psicologia da Universidade de Edimburgo, tentou, por vários anos, replicar os achados de [Carol Dweck](https://en.wikipedia.org/wiki/Carol_Dweck), mas sem sucesso. Além disso, seus colegas também não conseguiram replicar os resultados. Dweck atribui essas falhas à incapacidade dos psicólogos em questão de criarem o ambiente experimental correto, alegando que é uma tarefa delicada demais para ser conduzida de maneira inadequada. No entanto, isso levanta a questão: se professores de psicologia não conseguem repetir os resultados, que esperança têm os professores que lidam diariamente com crianças indisciplinadas?
Nick Brown, codesenvolvedor do teste estatístico GRIM, argumentou em 2017: "Se seu efeito é tão frágil que só pode ser reproduzido [sob condições estritamente controladas], então por que você acha que ele pode ser reproduzido por professores?" Brown ressalta que a maior parte da pesquisa nessa área foi conduzida por Dweck ou seus colaboradores. Depois que a aplicação do método GRIM por Brown mostrou que algumas das médias relatadas no estudo de 1998 eram "impossíveis", ele revisou os dados originais do estudo e encontrou alguns erros no registro de dados, que Dweck reconheceu publicamente. Brown elogiou a “abertura e a vontade de Dweck em abordar os problemas”.  </link>
Outros pesquisadores de educação e psicologia expressaram preocupação de que a "mentalidade" tenha se tornado simplesmente mais um aspecto a ser avaliado e classificado em crianças; Matt O'Leary, professor de educação na Birmingham City University, tuitou que era "ridículo" que sua filha de seis anos estivesse sendo classificada por sua atitude em relação ao aprendizado. David James, professor de ciências sociais na Universidade de Cardiff e editor do British Journal of Sociology of Education, diz que "é ótimo insistir no fato de que a inteligência não é fundamentalmente genética e imutável", mas ele acredita que as limitações da mentalidade superam seus usos: "Ela individualiza o fracasso – "Eles não conseguiram mudar a maneira como pensam, então é por isso que falharam". James observa que um estudo em 2013 não mostrou nenhum efeito estatisticamente significativo da teoria da mentalidade. 
Em julho de 2019, um grande ensaio clínico randomizado e controlado de treinamento de mentalidade de crescimento realizado pela Education Endowment Foundation na Inglaterra envolveu 101 escolas e 5.018 alunos em todo o país. Após o teste, eles descobriram que os alunos das escolas que receberam a intervenção não apresentaram nenhum progresso adicional em alfabetização ou matemática em relação aos alunos do grupo de controle. Essas descobertas foram determinadas pelos testes nacionais do Key Stage 2 em leitura, gramática, pontuação e ortografia (GPS) e matemática.  </link>

## Prêmios e Reconhecimento
Dweck foi eleita para a Academia Americana de Artes e Ciências em 2002,  e recebeu o Prêmio de Contribuição Científica Distinta da Associação Americana de Psicologia (APS) em 2011.  Ela foi eleita para a Academia Nacional de Ciências em 2012.   Dweck foi nomeada APS James McKeen Cattell Fellow em 2013.  Em 19 de setembro de 2017, a Yidan Prize Foundation, sediada em Hong Kong, nomeou Dweck uma das duas primeiras laureadas a receber o Prêmio Yidan de Pesquisa em Educação, citando seu trabalho sobre mentalidade. O prémio inclui o recebimento de aproximadamente 3,9 milhões de dólares americanos, divididos igualmente entre um prémio em dinheiro e o financiamento do projecto.   Dweck recebeu um prêmio APS Mentor em 2019,  e foi nomeado APS William James Fellow em 2020. 

## Publicações Selecionadas

### Papers
- Dweck, Carol S.; Leggett, Ellen L. (April 1988). «A social-cognitive approach to motivation and personality.». Psychological Review (em inglês). 95 (2): 256–273. ISSN 1939-1471. doi:10.1037/0033-295X.95.2.256 Verifique data em: |data= (ajuda)
- Dweck, C. S.; Chiu, C. Y.; Hong, Y. Y. (1995). «Implicit Theories: Elaboration and Extension of the Model». Psychological Inquiry. 6 (4): 322–333. doi:10.1207/s15327965pli0604_12 |hdl-access= requer |hdl= (ajuda)
- Blackwell, Lisa S.; Trzesniewski, Kali H.; Dweck, Carol Sorich (February 2007). «Implicit Theories of Intelligence Predict Achievement Across an Adolescent Transition: A Longitudinal Study and an Intervention». Child Development (em inglês). 78 (1): 246–263. ISSN 0009-3920. PMID 17328703. doi:10.1111/j.1467-8624.2007.00995.x Verifique data em: |data= (ajuda)

### Livros
- Heckhausen, Jutta; Dweck, Carol S., eds. (1998). Motivation and Self-Regulation Across the Life Span. Cambridge, England: Cambridge University Press. ISBN 0521591767. OCLC 37801327
- Dweck, Carol S. (2000). Self-theories: Their Role in Motivation, Personality, and Development. Philadelphia, PA: Taylor & Francis-Psychology Press. ISBN 1841690244. OCLC 44401375
- Dweck, Carol S. (2006). Mindset: The New Psychology of Success. New York, NY: Random House. ISBN 1400062756. OCLC 58546262. Consultado em June 21, 2023 Verifique data em: |acessodata= (ajuda)
- Elliot, Andrew J.; Dweck, Carol S., eds. (2007). Handbook of Competence and Motivation Pbk. ed. New York, NY: Guilford Press. ISBN 9781593856069. OCLC 163810853
- Dweck, Carol S. (2012). Mindset: How You Can Fulfill Your Potential. London, England: Constable & Robinson. ISBN 9781780332000. OCLC 757931861

## Vida Pessoal
Dweck é casada com David Goldman, que é um diretor e crítico de teatro nacional e fundador e diretor do Centro Nacional de Novas Peças da Universidade de Stanford. 